# 발렌틴 데미

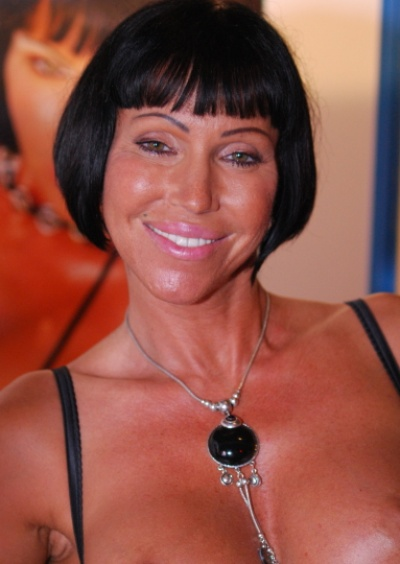

발렌틴 데미(Marisa Parra, 1963년 1월 24일 ~ )는 이탈리아의 포르노 배우, 글래머 모델이다.
피사에서 태어났다.

## 영화
- 파프리카 (1991년) - 베바 역
- 더티 러브 2 (1990년)
- 스낵 바 부다페스트 (1988년)
- 육체의 약속 (1988년)
- 더티 러브 (1988년)
- 뜨거운 오후 (1987년)